# Sojusz dla Postępu

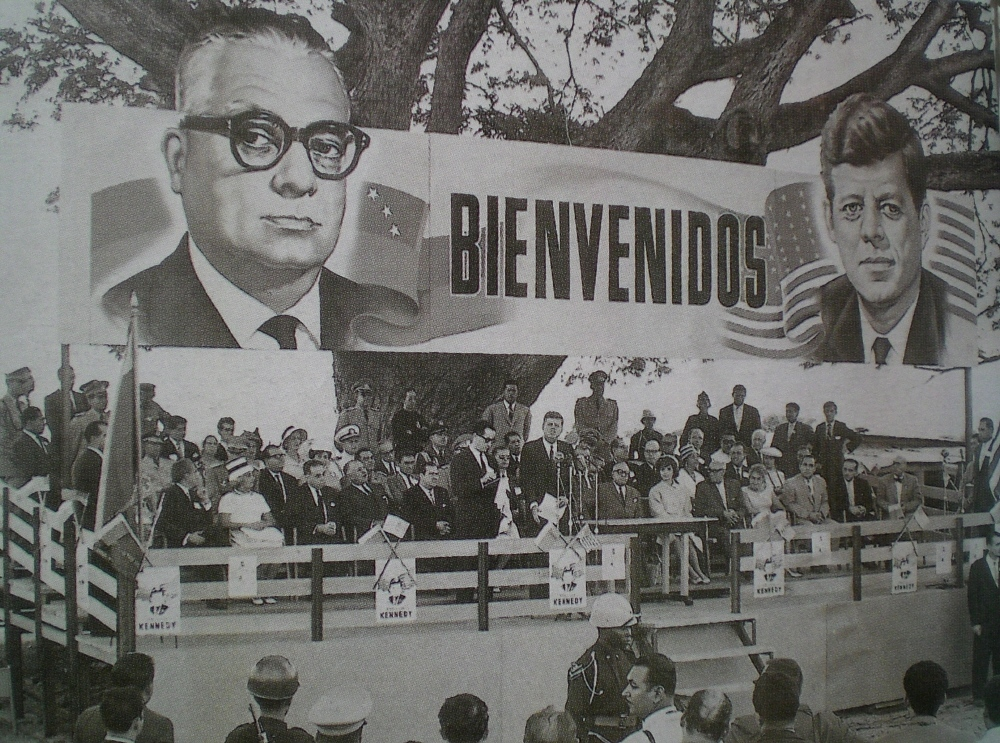
Rómulo Betancourt i John F. Kennedy

Sojusz dla Postępu (hiszp. Alianza para Progreso, ang. Alliance for Progress) – program pomocy ekonomicznej i społecznej udzielanej państwom Ameryki Łacińskiej przez USA. Funkcjonował w latach 1961–1970, powstał z inicjatywy prezydenta Johna F. Kennedy’ego.